# Gymnura micrura
Gymnura micrura is een vissensoort uit de familie van de vlinderroggen (Gymnuridae). De wetenschappelijke naam van de soort is voor het eerst geldig gepubliceerd in 1801 door Bloch & Schneider.